# Luxim
Luxim är ett amerikanskt företag som tillverkar och utvecklar ljuskällor och projektorer. Företaget har bland annat utvecklat en ny typ av ljuskälla som ger mer ljus per watt än en lysdiod. Den nya typen av ljuskälla ger dessutom ger ett fullfärgsspektrum liknande vanligt dagsljus.